# Parmena novaki
Parmena novaki là một loài bọ cánh cứng trong họ Cerambycidae.